# دانييلي دي روسي
دانييلي دي روسـّي (بالإيطالية: Daniele De Rossi)‏ (روما، 24 يوليو 1983)، لاعب كرة قدم إيطالي سابق. بدأ مسيرته الكروية مع نادي روما في عام 2001. وقد بدأ باللعب مع منتخب إيطاليا لكرة القدم في عام 2004. من إنجازاته الفوز ببطولة كأس إيطاليا مرتين موسمي 2006–07، 2007–08، وكأس السوبر الإيطالي 2007، وببطولة كأس العالم 2006 مع منتخب إيطاليا لكرة القدم.
وكان القائد بعد فرانشيسكو توتي قائد روما الأول، اعتزال دي روسي دولياً في 2017 عقب خروج إيطاليا من كأس العالم بعد الخسارة في الملحق الأوروبي المؤهل لكأس العالم أمام السويد 1/0.

## مسيرته

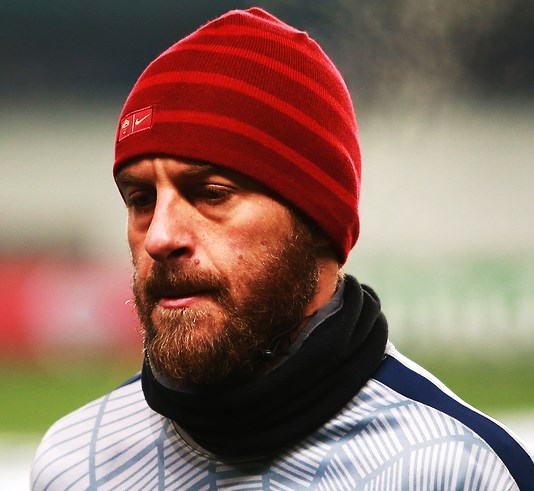
دانييلي دي روسي

انضم دي روسي إلى نادي روما قادماً من نادي اوستيماري حيث لعب كمهاجم في 2000. ظهورة لأول مرة في بقميص روما كان 10 أكتوبر لعام 2001 في كأس الاتحاد الأوروبي. أما أول ظهور له في السيريا فقد كان في 3 مايو 2003 وأول اهدافة سجلها في الاسبوع التالي في مرمى تورينو.
امتدح الحكم ماورو بيرجونزي ما فعله دي روسي في مباراة ميسينا عندما سجل دي روسي هدفاً بيده لم يتفطن له الحكم واحتسبة شرعياً. إلا أن دي روسي خاطب الحكم قائلاً بان الهدف لم يكن صحيحاً وإنه سجلة بيده ليلغية الحكم ويشكره على هذه البادرة التي تدل على روح دانييلي الرياضية. وفي تلك المباراة الهدف كان ملغياً وانتصرت روما رغم هذا بنتيجة 2-1 .
موسم 2006-2007 شهد أحد أجمل أهداف دي روسي في مرمى فيورنتينا من مسافة أربعين ياردة في مرمى سباستيان فري. موسم 2006-2007 سجل دي روسي أحد أروع الاهداف في مرمى مانشستر يونايتد في ربع نهائي التشامبيونز ليغ.
دي روسي يلعب في روما كلاعب ارتكاز متأخر بينما يلعب في الازوري بحرية هجومية أكبر لوجود جينارو جاتوزو في التغطية ماجعل نسبتة التهديفية دولياً أكبر منها محلياً مع روما و اعتزال دي روسي في عام 2017 بعد خروج إيطاليا من كأس العالم بعد الخسارة في الملحق الاوربي الموهل لكاس العالم امام السويد بنتيجة 1/0
مسيرته التدريبية
في 16 يناير 2024، أعلن نادي روما تعيينه مدربا جديدا للفريق حتى نهاية الموسم الحالي.

## روابط خارجية
- دانييلي دي روسي على موقع الاتحاد الدولي (مؤرشف)  (الإنجليزية)
- دانييلي دي روسي على موقع الاتحاد الأوربي (الإنجليزية)
- دانييلي دي روسي على موقع قاعدة بيانات كرة القدم.إي يو (الإنجليزية)
- دانييلي دي روسي على موقع بيانات كرة القدم. دي إي (الألمانية)
- دانييلي دي روسي على موقع ليكيب (الفرنسية)
- دانييلي دي روسي على موقع ناشيونال فوتبول تيمز (الإنجليزية)
- دانييلي دي روسي على موقع Soccerway.com (الإنجليزية)
- دانييلي دي روسي على موقع عالم كرة القدم.نت (الإنجليزية)
- دانييلي دي روسي على موقع أوليمبيديا (الإنجليزية)
- دانييلي دي روسي على موقع اللجنة الأولمبية الإيطالية (الإيطالية)